# Marco Fortes
Marco Fortes (Lisbona, 26 settembre 1982) è un pesista e discobolo portoghese.

## Palmarès
| Anno | Manifestazione  | Sede       | Evento           | Risultato | Prestazione | Note                                     |
| ---- | --------------- | ---------- | ---------------- | --------- | ----------- | ---------------------------------------- |
| 2000 | Mondiali U20    | Santiago   | Getto del peso   | 18º (q)   | 16,36 m     |                                          |
| 2000 | Mondiali U20    | Santiago   | Lancio del disco | 26º (q)   | 46,32 m     |                                          |
| 2001 | Europei U20     | Grosseto   | Getto del peso   | Bronzo    | 17,86 m     |                                          |
| 2003 | Europei U23     | Bydgoszcz  | Getto del peso   | 12º       | 17,61 m     |                                          |
| 2008 | Mondiali indoor | Valencia   | Getto del peso   | 20º (q)   | 17,96 m     |                                          |
| 2008 | Giochi olimpici | Pechino    | Getto del peso   | 38º (q)   | 18,05 m     |                                          |
| 2009 | Europei indoor  | Torino     | Getto del peso   | 14º (q)   | 19,00 m     |                                          |
| 2009 | Mondiali        | Berlino    | Getto del peso   | 16º (q)   | 19,81 m     |                                          |
| 2010 | Mondiali indoor | Doha       | Getto del peso   | nm (q)    | nm (q)      |                                          |
| 2010 | Europei         | Barcellona | Getto del peso   | 12º (q)   | 19,48 m     |                                          |
| 2011 | Europei indoor  | Parigi     | Getto del peso   | 8º        | 19,83 m     |                                          |
| 2011 | Mondiali        | Taegu      | Getto del peso   | 5º        | 20,83 m     |                                          |
| 2012 | Mondiali indoor | Istanbul   | Getto del peso   | 10º (q)   | 19,83 m     |                                          |
| 2012 | Europei         | Helsinki   | Getto del peso   | 5º        | 20,24 m     |                                          |
| 2012 | Giochi olimpici | Londra     | Getto del peso   | 15º (q)   | 20,06 m     |                                          |
| 2013 | Europei indoor  | Göteborg   | Getto del peso   | 5º        | 20,02 m     | Miglior prestazione personale stagionale |
| 2013 | Mondiali        | Mosca      | Getto del peso   | 16º (q)   | 19,38 m     |                                          |
| 2014 | Mondiali indoor | Sopot      | Getto del peso   | 11º (q)   | 20,12 m     |                                          |
| 2014 | Europei         | Zurigo     | Getto del peso   | 7º        | 20,35 m     |                                          |
| 2016 | Europei         | Amsterdam  | Getto del peso   | 23º (q)   | 18,64 m     |                                          |

## Campionati nazionali
- 13 volte campione nazionale portoghese nel getto del peso (2002/2014)
- 2 volte campione nazionale portoghese nel lancio del disco (2009, 2011)
- 13 volte nel getto del peso indoor (2001/2003, 2005/2014)

## Altre competizioni internazionali
2013
- 11º al Golden Gala Pietro Mennea ( Roma), getto del peso - 19,35 m
- Argento al Meeting international d'athlétisme de Dakar ( Dakar), getto del peso - 20,22 m
- Bronzo agli Europei a squadre(First League) ( Dublino), getto del peso - 20,04 m
- 6º al Birmingham Grand Prix ( Birmingham), getto del peso - 19,32 m
- 9º all'Athletissima ( Losanna), getto del peso - 18,90 m
- 7º al Meeting de Atletismo Madrid ( Madrid), getto del peso - 19,22 m
- 8º all'ISTAF Berlin ( Berlino), getto del peso - 18,58 m

2014
- 6º all'International Hallen Meeting Karlsruhe ( Karlsruhe), getto del peso - 19,53 m
- Argento in Coppa Europa invernale di lanci ( Leiria), getto del peso - 21,01 m
- Oro in Coppa dei Campioni per club ( Vila Real de Santo António), getto del peso - 20,43 m
- 6º al Janusz Kusocinski Memorial ( Stettino), getto del peso - 19,45 m
- Bronzo agli Europei a squadre (First League) ( Tallinn), getto del peso - 19,50 m
- 7º al Meeting Areva ( Parigi), getto del peso - 19,75 m
- 6º ai London Anniversary Games ( Londra), getto del peso - 19,17 m
- 8º al Meeting de Atletismo Madrid ( Madrid), getto del peso - 18,75 m

2015
- 10º in Coppa Europa invernale di lanci ( Leiria), getto del peso - 18,82 m
- 8º agli FBK Games ( Hengelo), getto del peso - 18,81 m